# Sint-Josephkerk (Wateringen)
De Sint-Josephkerk is een beeldbepalende kerk in de Zuid-Hollandse  plaats Wateringen, onderdeel van de gemeente Westland. 
De Josephkerk is naar een ontwerp van ir. Dick van Mourik gebouwd in de jaren tussen 1961 en 1965. P.J.M. Matthijsen was de bouwpastoor; de kerk is genoemd naar inspirator pastoor Joseph Schoots. De kerk, op de hoek van de Harry Hoekstraat en de Doctor Schaepmanstraat, verving een eerdere houten noodkerk aan de Willem III-straat als ontmoetingsplaats van de parochie St. Joseph. (Deze parochie vormt samen met de tien andere Westlandse parochies de federatie Sint Franciscus tussen duin en tuin) De kerk is gebouwd op een plaats aan de rand van het naastgelegen Hofpark waar vroeger het Cisterciënzerklooster Bethlehem had gestaan.
De aparte vorm van de Josephkerk leverde haar in de volksmond al snel de bijnamen de kolenkit en de biddende (ook wel: knielende) non op. De grote lichtkoker zorgt binnen in de kerk voor een bijzondere lichtval op het altaar. 
De losstaande klokkentoren van bijna 20 meter hoog dateert uit 1980. De klokken zijn gemaakt door Eijsbouts in Asten; de toren zelf door de firma Boeters uit De Lier. 

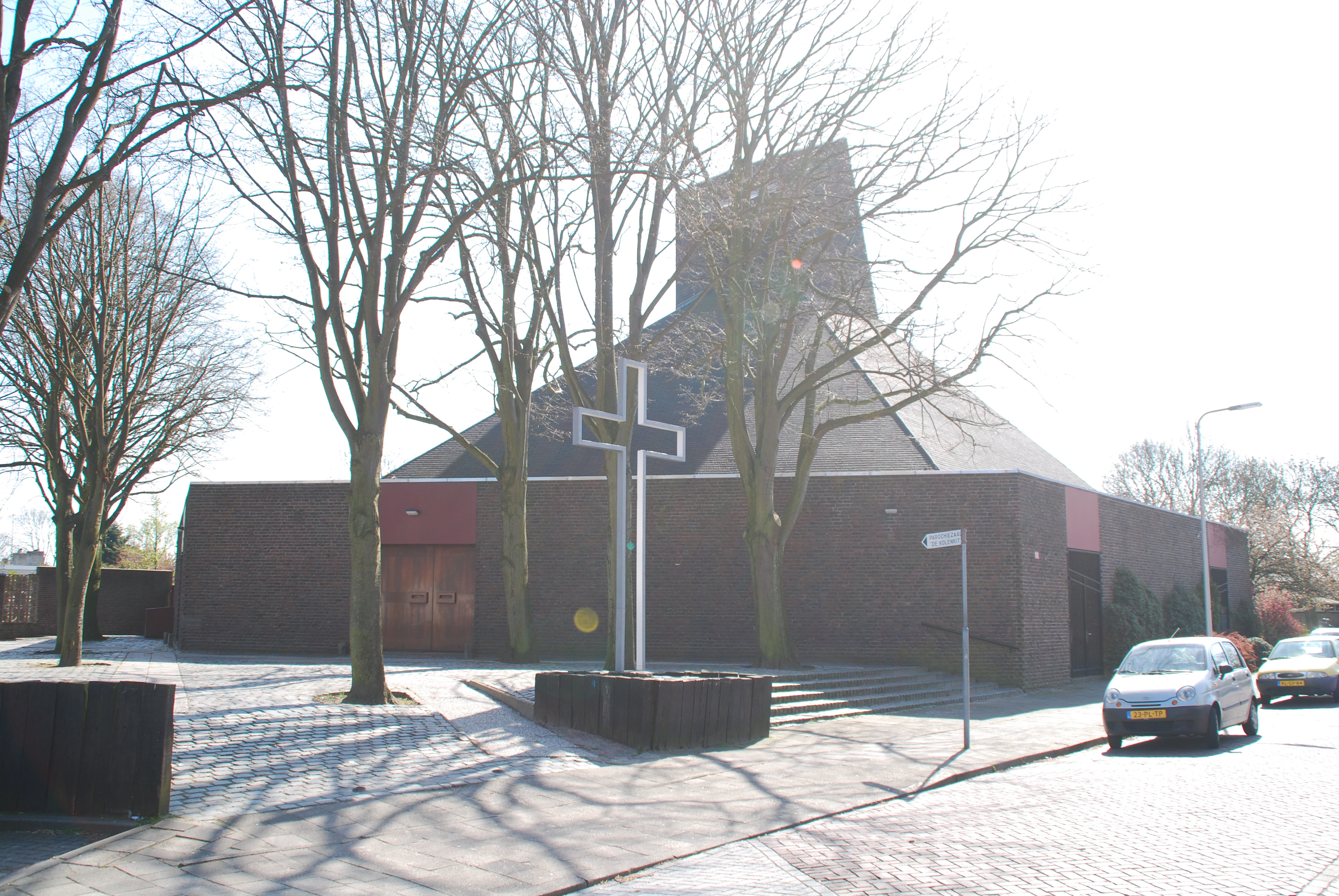
Sint-Josephkerk
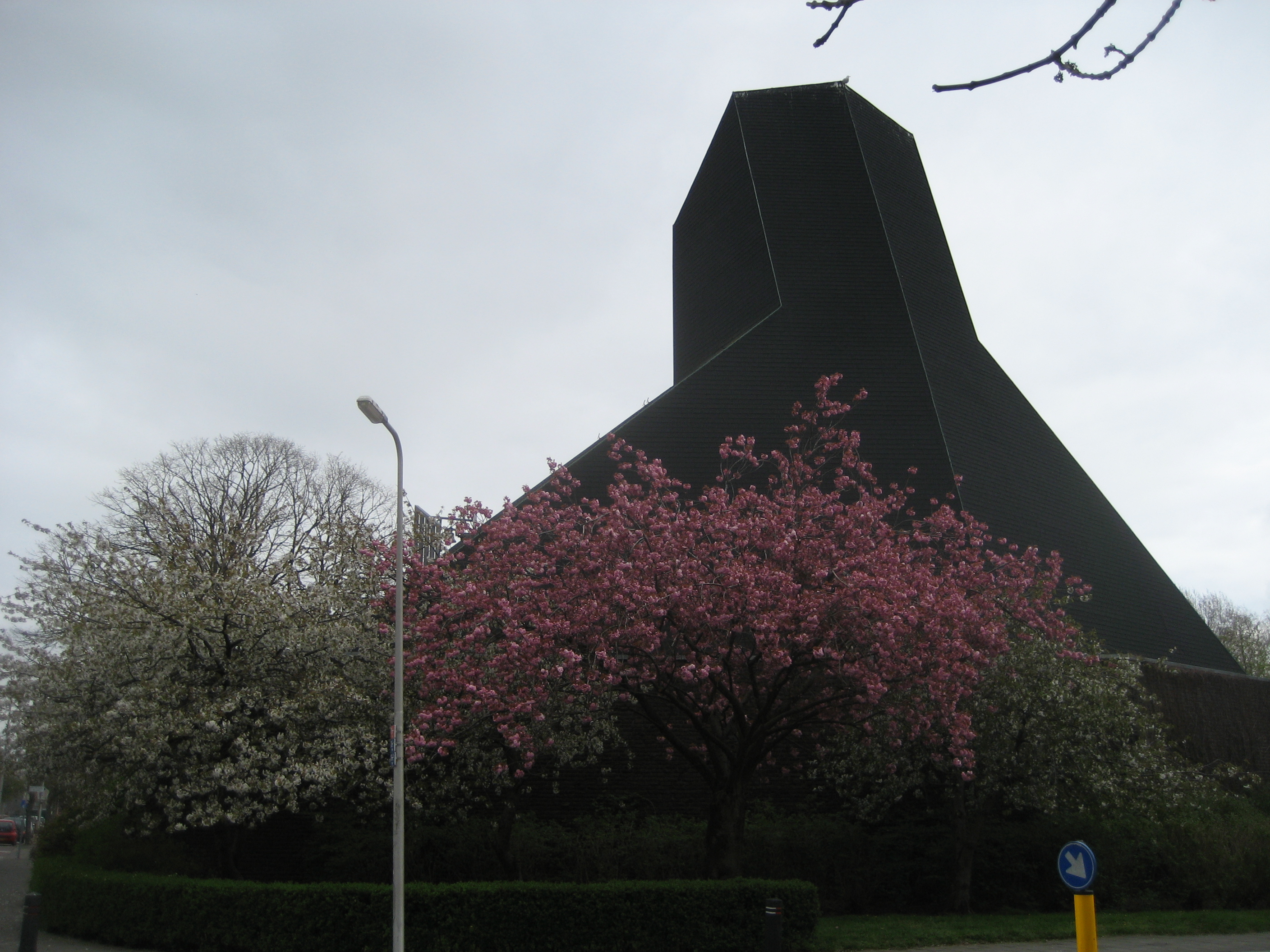
Kolenkit
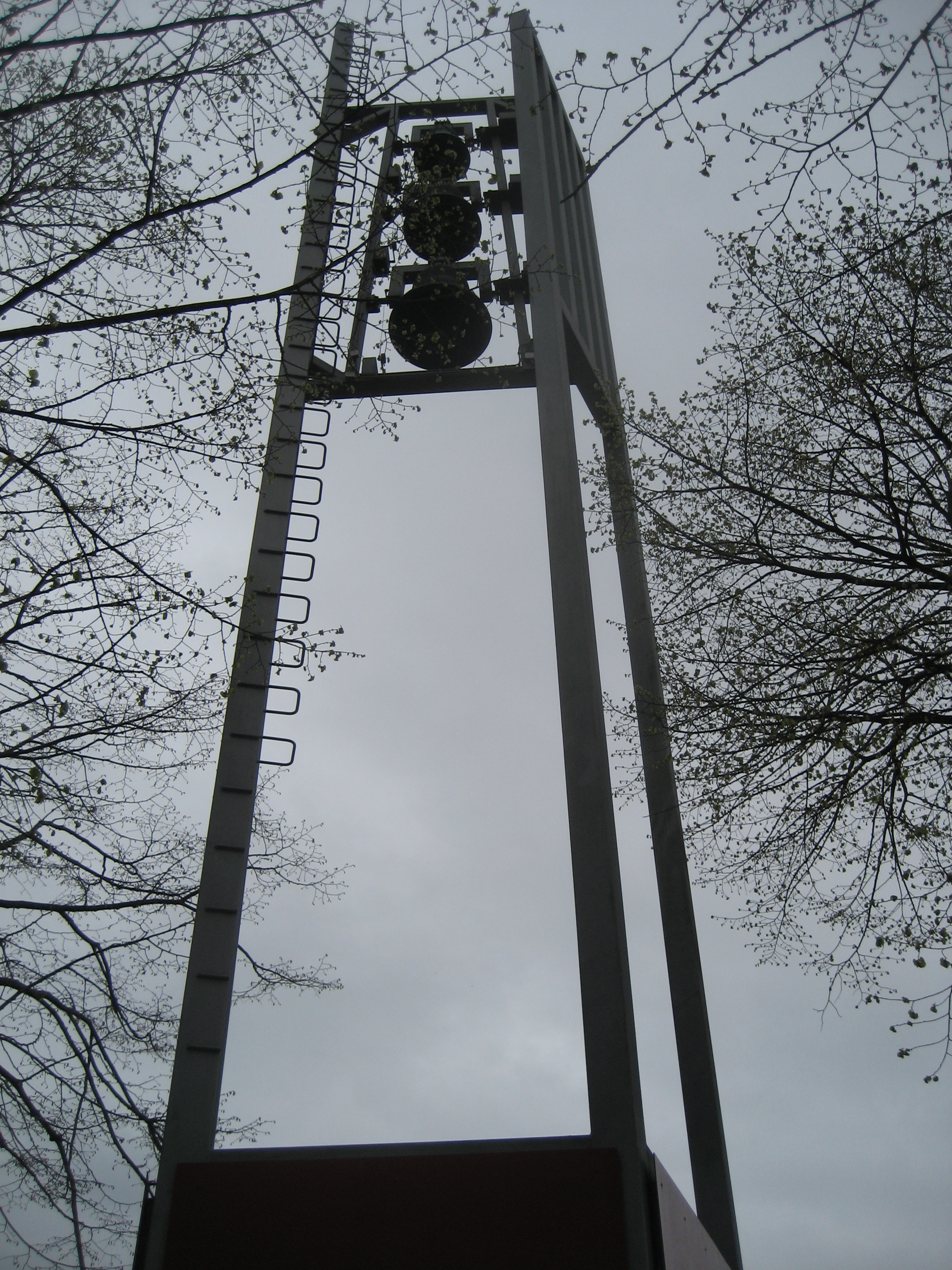
Klokkentoren

## Bron
- Kerken in Delflanden. Decanaat Delflanden, Delft, 2004. Geen ISBN.